# 双城镇 (武威市)
双城镇，是中华人民共和国甘肃省武威市凉州区下辖的一个乡镇级行政单位。

## 行政区划
双城镇下辖以下地区：
幸福村、南安村、前进村、齐家湖村、高头村、达桐村、中山村、双城村、徐信村、宏济村、宏庄村、安全村、河西村、小果园村、北安村和羊儿村。